# Eater (группа)
Eater («И́тэр») — одна из первых британских панк-групп. Известна в первую очередь возрастом музыкантов. Средний возраст участников группы — 16 лет.

## История
Энди Блэйд собрал группу во второй половине 76 года. Название возникло из строчки песни группы T.Rex.
Изначально барабанщиком в группе был брат Энди — Луфти, по прозвищу Сошл Демайс (Social Demise), но вскоре его заменил 14-летний Роджер Буллен, более известный под именем Ди Дженерейт.
Своей бешеной игре на барабанах Ди обязан своему учителю Рэту Скэбису (барабанщику The Damned), который и предложил сменить Луфти. Ди был любимцем публики, и с его уходом (на смену ему пришёл Фил Роулэнд), группа потеряла неотъемлемую часть имиджа.
Гитаристом в группе стал Брайен Чеветт (наст. имя — Брайен Хэддок), школьный друг Энди.
Йан Вудкок стал басистом в группе.
Первый концерт Eater дали в Манчестере вместе с группой Buzzcocks. Для Buzzcocks концерт оказался провалом, поскольку Eater, играющие первыми, испортили оборудование, одолженное у группы.
Репертуар группы представлял собой 2х-минутные композиции в лучших традициях панк-рока, шумные и заводные, и при этом не лишённые смысла. Помимо собственных композиций имеются и каверы на Дэвида Боуи, Лу Рида и T.Rex (песня «Jeepster» даже попала на один из синглов).
Дэйв Гудман, звукач Sex Pistols, предложил группе контракт с лейблом Джонни Роттена «Rotten». Группа немедля согласилась, однако когда дошло до дела, оказалось что у Джонни не было никакого лейбла, Гудман попросту наврал.
Взамен Гудман предложил контракт с его собственным лейблом с очень оригинальнм названием — The Label. У группы было лишь две возможности — или подписать контракт с тем что есть, или остаться вообще без контракта. Eater предпочли первое.
За свою недолгую карьеру Eater записали три сингла, один концертный EP и альбом, который следуя традиции, начатой лейблом, получил название «Album».
Группа распалась в начале 79 года.

## Дискография

### Альбомы
- The Album (1977)

### Синглы
- Outside View / You (1977)
- Thinking of the USA / Space Dreaming / Michael’s Monetary System (1977)
- Lock it Up / Jeepster (7", 12") (1977)
- Get Your Yo Yo’s Out — Holland / Debutantees Ball / Thinking of The USA / No More (1978).
- What She Wants She Needs / Reach For The Sky (1978)